# Der Postmann
Der Postmann (Original: Il postino) ist ein Film von Regisseur Michael Radford, gedreht im Jahr 1994 auf der Insel Procida im Golf von Neapel und auf der Liparischen Insel Salina vor der Nordküste Siziliens.
Der Film basiert auf dem Roman Mit brennender Geduld (Originaltitel: Ardiente paciencia) von Antonio Skármeta.

## Handlung
Eine kleine italienische Insel in den 1950er Jahren. Der weltbekannte chilenische Dichter Pablo Neruda, der hier mit seiner Frau im Exil lebt, wird mit Briefen seiner Anhänger überschüttet. Der schüchterne Fischer Mario Ruoppolo nimmt eine Stelle als Briefträger Nerudas an und bringt ihm täglich große Mengen an Post ins Haus, darunter unzählige Liebesbriefe.
Zwischen den ungleichen Männern entwickelt sich langsam eine tiefe Freundschaft. Angespornt von Nerudas Erfolg bei Frauen beginnt Mario, dessen Gedichte zu lesen und sich von ihm in die Geheimnisse seines Erfolgs einweihen zu lassen. Neruda vermittelt Mario, der nie die Schule besucht hat, die Liebe zur Dichtung, und Mario fasst schließlich den Mut, mit Nerudas Worten, die er als seine eigenen ausgibt, um die schöne, aber unnahbare Beatrice zu werben. Es gelingt ihm, sie für sich zu gewinnen. Sie heiraten, und Neruda wird ihr Trauzeuge. Zur selben Zeit erhält dieser die Nachricht, in seine Heimat zurückkehren zu dürfen.
Einige Jahre später kommt Neruda zu einem Besuch auf die Insel. Ihm begegnet sogleich der kleine Sohn von Mario und Beatrice, dem die beiden aus Liebe und Respekt zu Neruda den Namen „Pablito“ gegeben haben. Beatrice eröffnet dem unerwarteten Besucher, dass Mario seinen Sohn nie gesehen hat, da er vor dessen Geburt bei einem Handgemenge bei einer Demonstration der Kommunisten, für die sich Mario politisch begeistert hatte, ums Leben kam. Er hatte seinem Freund jedoch noch ein Geschenk hinterlassen. Inspiriert durch Nerudas damalige Bitte an Mario, die Schönheit seiner Heimatinsel zu beschreiben, hatte er ein Tonband mit verschiedenen Geräuschen, z. B. des Meeres, des Windes oder des kleinen Herzens von Pablito hinterlassen. Außerdem hatte Mario ihm ein Gedicht gewidmet, das er bei der politischen Veranstaltung vortragen wollte, wozu es jedoch nicht kam.

## Auszeichnungen
Der Film wurde weltweit mit 18 Filmpreisen ausgezeichnet, darunter 1995 mit dem wichtigsten italienischen Filmpreis, dem David di Donatello. Für den Oscar wurde er 1996 insgesamt fünfmal nominiert (Bester Film, Beste Regie, Bester Hauptdarsteller, Bestes adaptiertes Drehbuch, Beste Filmmusik/Drama) und erhielt den Preis in der Kategorie für die beste Filmmusik. 1997 erhielt er den Prix Lumières für den besten ausländischen Film.

## Kritik
Das Lexikon des internationalen Films urteilte: „Mit leiser Komik und die Unschuld seines Helden stilistisch spiegelnd, zeichnet der Film einfühlsam das Bild einer Männerfreundschaft abseits der Klischees. Politische Anklänge bleiben in der melancholischen Grundstimmung jedoch vage.“

## Weiteres
Der Hauptdarsteller Massimo Troisi verschob eine dringend erforderliche Herzoperation, um den Abschluss der Dreharbeiten nicht zu behindern. Einen Tag nach Drehende erlitt er einen Herzinfarkt und starb daran. Der Film enthält im Nachspann eine Widmung an ihn.
Il Postino ist ein Remake von Ardiente paciencia (dt. Titel Mit brennender Geduld), den Skármeta 1983 im deutschen Exil realisierte. Gedreht wurde Ardiente paciencia in Portugal mit chilenischen Schauspielern. Der Darsteller von Neruda, Roberto Parada, kam für die Dreharbeiten direkt aus Chile. In der Romanvorlage spielt die Handlung in einem chilenischen Fischerdorf.